# شركة خاصة

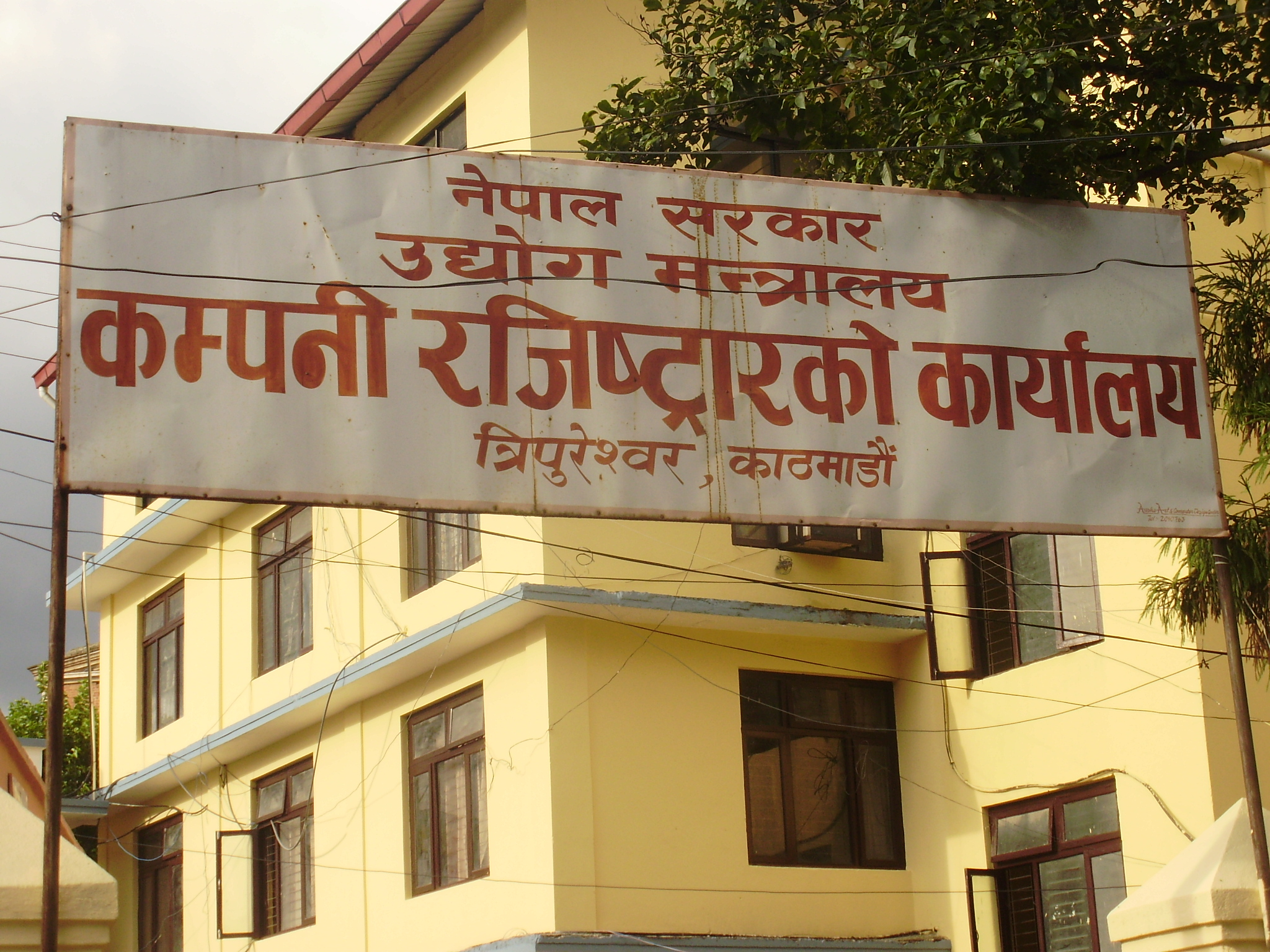
مكتب مسجل الشركات، تريبورشوار، كاتماندو، نيبال

شركة خاصة أو مجموعة خاصة (بالإنجليزية: Privately held company)‏ أو شركة مغلقة هي شركة مملوكة إما عن طريق منظمات غير حكومية أو من قبل عدد صغير نسبيا من المساهمين أو أعضاء الشركة والتي تُعرض أسهمها لعامة الناس في سوق الأسهم المالية.